# Vlada Ekshibarova
Vlada Ekshibarova (auch Katic, hebräisch ולדה אקשיברובה; * 14. März 1989 in Taschkent) ist eine usbekisch-israelische Tennisspielerin.

## Karriere
Katic spielt bislang vor allem Turniere auf der ITF Women’s World Tennis Tour, wo sie bislang acht Titel im Einzel und 15 im Doppel gewann.
Im Juni 2016 wurde Ekshibarova israelische Staatsbürgerin und entschied sich, ab sofort für Israel anstatt für Usbekistan zu spielen. Im Dezember 2017 gewann sie den nationalen Titel im Einzel, wo sie Deniz Khazaniuk 7:6 und 5:4 nach Aufgabe besiegte, sowie den Doppeltitel an der Seite von Partnerin Maya Tahan.
Ihr erstes Match für die israelische Fed-Cup-Mannschaft bestritt sie 2018. Inzwischen hat sie bereits 15 Billie-Jean-King-Cup-Partien für Usbekistan und Israel bestritten, von denen sie eine Partie gewann und 14 verlor.

## Turniersiege

### Einzel
| Nr. | Datum          | Turnier    | Kategorie   | Belag     | Finalgegnerin           | Ergebnis      |
| --- | -------------- | ---------- | ----------- | --------- | ----------------------- | ------------- |
| 1.  | Juli 2006      | Bangkok    | ITF $10.000 | Hartplatz | Nungnadda Wannasuk      | 6:4, 7:67     |
| 2.  | Juli 2007      | Khon Kaen  | ITF $10.000 | Hartplatz | Isha Lakhani            | 2:6, 6:2, 6:3 |
| 3.  | November 2010  | Antalya    | ITF $10.000 | Hartplatz | Andreea Mitu            | 6:2, 4:6, 6:2 |
| 4.  | Februar 2011   | Aurangabad | ITF $10.000 | Sand      | Varatchaya Wongteanchai | 6:1, 6:4      |
| 5.  | 28. Juni 2014  | Astana     | ITF $10.000 | Hartplatz | Sopia Kwazabaia         | 7:5, 6:3      |
| 6.  | 5. Juli 2014   | Astana     | ITF $10.000 | Hartplatz | Mariam Bolkwadse        | 6:3, 6:4      |
| 7.  | 11. Juni 2016  | Akkon      | ITF $10.000 | Hartplatz | Marta Paigina           | 6:3, 6:4      |
| 8.  | 7. August 2017 | Istanbul   | ITF $15.000 | Sand      | Dana Kremer             | 6:2, 6:1      |

### Doppel
| Nr. | Datum              | Turnier   | Kategorie   | Belag     | Partnerin             | Finalgegnerinnen                      | Ergebnis         |
| --- | ------------------ | --------- | ----------- | --------- | --------------------- | ------------------------------------- | ---------------- |
| 1.  | 17. Oktober 2015   | Jaffa     | ITF $10.000 | Hartplatz | Olga Doroschina       | Lucy Brown Amandine Cazeaux           | 4:6, 6:4, [10:8] |
| 2.  | 8. November 2015   | Iraklio   | ITF $10.000 | Hartplatz | Eleni Christofi       | Karin Kennel Wiktorija Tomowa         | 4:6, 6:3, [10:1) |
| 3.  | 28. November 2015  | Jaffa     | ITF $10.000 | Hartplatz | Olga Doroschina       | Alexandra Morozova Barbora Štefková   | 6:2, 6:2         |
| 4.  | 20. Mai 2016       | Tel Aviv  | ITF $10.000 | Hartplatz | Naomi Totka           | Julija Kalabina Polina Monowa         | 6:2, 6:1         |
| 5.  | 10. Juni 2016      | Akkon     | ITF $10.000 | Hartplatz | Naomi Totka           | Christina Shakovets Veronika Stotyka  | 6:0, 3:6, [10:6] |
| 6.  | 9. Juli 2016       | Izmir     | ITF $10.000 | Hartplatz | Ana Veselinović       | Darja Lodikowa Anette Munozova        | 6:3, 6:3         |
| 7.  | 17. September 2016 | Ashkelon  | ITF $10.000 | Hartplatz | Madeleine Kobelt      | Alona Pushkarevsky Keren Shlomo       | 4:6, 7:5, [10:8] |
| 8.  | 1. Oktober 2016    | Tiberias  | ITF $10.000 | Hartplatz | Melis Sezer           | Jekaterina Kasionowa Madeleine Kobelt | 6:1, 6:3         |
| 9.  | 26. November 2016  | Iraklio   | ITF $10.000 | Hartplatz | Raluca Șerban         | Michaela Boev Cristiana Ferrando      | 6:4, 7:64        |
| 10. | Dezember 2016      | Ramat Gan | ITF $10.000 | Hartplatz | Jekaterina Jaschina   | Daiana Negreanu Keren Shlomo          | 6:2, 7:64        |
| 11. | Dezember 2016      | Ramat Gan | ITF $10.000 | Hartplatz | Jekaterina Jaschina   | Sofia Dmitrijewa Anna Pribylowa       | 6:4, 6:3         |
| 12. | 6. Mai 2017        | Akkon     | ITF $15.000 | Hartplatz | Despina Papamichail   | Shelly Krolitzky Maya Tahan           | 6:4, 6:3         |
| 13. | 9. Juni 2018       | Tel Aviv  | ITF $15.000 | Hartplatz | Elena-Teodora Cadar   | Shahar Biran Laetitia Pulchartová     | 6:3, 3:6, [10:6] |
| 14. | 14. September 2018 | Almaty    | ITF $15.000 | Sand      | Maryna Tschernyschowa | Albina Xabibulina Xenija Palkina      | 7:63, 6:2        |
| 15. | 30. März 2019      | Tel Aviv  | ITF $15.000 | Hartplatz | Darja Kruschkowa      | Merel Hoedt Anna Sisková              | 6:3, 6:2         |